# Campionato Primavera 1 (calcio femminile)
Il Campionato Primavera 1 è una competizione giovanile aperta alle formazioni primavera delle società che prendono parte ai campionati nazionali e regionali di calcio femminile.

## Storia
È organizzata dal 1999 dal Dipartimento Calcio Femminile della Lega Nazionale Dilettanti, che opera all'interno della Federazione Italiana Giuoco Calcio (FIGC).

## Formula
Fino alla stagione 2017-2018 il campionato era composto da due fasi: una a carattere regionale ed una a carattere nazionale. Quella regionale era sotto l'egida dei singoli comitati regionali, che organizzavano i rispettivi tornei ed indicavano poi al Dipartimento Nazionale le squadre che avevano diritto a partecipare alla fase nazionale per l'assegnazione del titolo.
Nella fase nazionale, le squadre ammesse venivano divise in gironi (fino ad un massimo di tre squadre) su scala geografica, disputando un pari numero di gare in casa e in trasferta. Le vincitrici dei singoli gironi accedevano alla fase ad eliminazione diretta, che si disputava in sfide di andata e ritorno a campi invertiti, mentre la finalissima veniva giocata in gara unica su campo neutro.
Dalla stagione 2018-2019, con la riforma dei campionati e la conseguente entrata della FIGC, il Campionato Primavera si disputava solamente con le 24 squadre Under-19 le cui rispettive prime squadre militavano in Serie A e in Serie B, divise in due gironi da 12 squadre ciascuno su scala geografica. Al termine dei gironi, le prime quattro classificate di ognuno di essi (per un totale di 8 squadre) accedevano alla fase finale, strutturata in tre turni:
- Quarti di finale (gare di andata e ritorno);
- Semifinali (gara unica su campo neutro);
- Finale (gara unica su campo neutro).

Ai quarti di finale, in cui la partita di andata si disputava in casa della squadra col peggior piazzamento nel proprio girone e il ritorno a campo invertito, se le due squadre avevano segnato lo stesso numero di gol in totale nel doppio confronto, passava il turno la squadra che aveva realizzato più gol in trasferta e, in caso di parità persistente, la squadra col miglior piazzamento nel proprio girone (ossia la squadra di casa nella sfida di ritorno). Per quanto concerne, invece, le semifinali e la finale, in caso di pareggio si procedeva con la disputa dei tempi supplementari ed eventualmente dei tiri di rigore.
Dalla stagione 2022-2023, in seguito a un'ulteriore riforma, a sua volta dovuta all'istituzione del Campionato Primavera 2, la competizione ha cambiato denominazione in "Campionato Primavera 1" e si disputa con 12 squadre Under-19 le cui rispettive prima squadre militano in Serie A e in Serie B, inserite in un unico girone all'italiana (le restanti 14 squadre sono state iscritte al Campionato Primavera 2). Solo le prime quattro accedono alla fase finale, strutturata in semifinali e finale in gara unica su campo neutro (con lo stesso regolamento elencato in precedenza in caso di pareggio), inoltre le ultime due classificate retrocedono in cadetteria.

## Albo d'oro
| Anno               | Stadio                                                                   | Finale          | Finale                | Finale                     |
| Anno               | Stadio                                                                   | Vincitore       | Risultato             | Finalista                  |
| ------------------ | ------------------------------------------------------------------------ | --------------- | --------------------- | -------------------------- |
| 1999-2000 dettagli | Stadio Comunale Santamonica Misano Adriatico (RN) 4 giugno 2000          | Bardolino       | 2 - 2 (dts) 4-3 (dtr) | Union Altavilla Tavernelle |
| 2000-2001 dettagli | - 3 giugno 2001                                                          | Lazio           | 1 - 0 (dts)           | Tavagnacco                 |
| 2001-2002 dettagli | Campo Sportivo Ponterio (AN) 26 maggio 2002                              | Foroni Verona   | 3 - 1                 | Fiamma Monza               |
| 2002-2003 dettagli | Centro Sportivo, Novedrate (CO) 8 giugno 2003                            | Fiamma Monza    | 3 - 1                 | Lazio                      |
| 2003-2004 dettagli | Stadio Comunale, Castelsardo (SS) 30 maggio 2004                         | ACF Milan       | 2 - 0                 | Torino                     |
| 2004-2005 dettagli | Stadio Comunale Fossò (VE) 29 maggio 2005                                | ACF Milan       | 3 - 2                 | Bardolino Verona           |
| 2005-2006 dettagli | Stadio Comunale, Villa San Giovanni (RC) 8 giugno 2006                   | Torino          | 1 - 0                 | Atalanta                   |
| 2006-2007 dettagli | Stadio Gino Colaussi, Gradisca d'Isonzo (GO) 30 giugno 2007              | Torino          | 3 - 0 a tavolino      | Firenze                    |
| 2007-2008 dettagli | Stadio Giuseppe Sinigaglia, Como 15 giugno 2008                          | Atalanta        | 2 - 1 (dts)           | ACF Milan                  |
| 2008-2009 dettagli | Campo Rigamonti, Capriolo (BS) 31 maggio 2009                            | Atalanta        | 1 - 0                 | Firenze                    |
| 2009-2010 dettagli | Campo Comunale Quarenghi, San Pellegrino Terme (BG) 13 giugno 2010       | Roma CF         | 1 - 1 (4-2 dtr)       | Como 2000                  |
| 2010-2011 dettagli | Stadio Massimo Sbrighi, Castiglione di Ravenna (RA) 22 maggio 2011       | Torino          | 5 - 2                 | Brescia                    |
| 2011-2012 dettagli | Stadio Walter Righi, Borgaro Torinese (TO) 15 giugno 2012                | Torino          | 3 - 1                 | Firenze                    |
| 2012-2013 dettagli | Stadio Massimo Sbrighi, Castiglione di Ravenna (RA) 16 giugno 2013       | Firenze         | 0 - 0 (3-1 dtr)       | Torino                     |
| 2013-2014 dettagli | Stadio Bruno Buozzi, Firenze 12 giugno 2014                              | Grifo Perugia   | 1 - 1 (6-4 dtr)       | Pordenone                  |
| 2014-2015 dettagli | Campo "Le Pianore", Capezzano Pianore (LU) 12 giugno 2015                | Res Roma        | 2 - 2 (3-1 dtr)       | Firenze                    |
| 2015-2016 dettagli | Stadio comunale Gino Bozzi, Firenze 28 giugno 2016                       | Res Roma        | 2 - 1                 | Mozzanica                  |
| 2016-2017 dettagli | Stadio comunale Gino Bozzi, Firenze 24 giugno 2017                       | Res Roma        | 2 - 2 (4-1 dtr)       | Inter Milano               |
| 2017-2018 dettagli | Stadio comunale Gino Bozzi, Firenze 23 giugno 2018                       | Pink Sport Time | 4 - 3                 | Juventus                   |
| 2018-2019 dettagli | Centro tecnico federale FIGC, Firenze 15 Aprile 2019                     | Inter           | 2 - 2 (9-8 dtr)       | Roma                       |
| 2019-2020 dettagli | Centro di preparazione Olimpica, Tirrenia (PI) 19 settembre 2020         | Roma            | 2 - 1                 | Juventus                   |
| 2020-2021 dettagli | Mapei Stadium, Reggio Emilia 29 maggio 2021                              | Roma            | 1 - 0                 | Juventus                   |
| 2021-2022 dettagli | Centro di preparazione olimpica, Tirrenia (PI) 12 giugno 2022            | Roma            | 2 - 0                 | Juventus                   |
| 2022-2023 dettagli | Centro Sportivo Giacinto Facchetti, Cologno al Serio (BG) 14 maggio 2023 | Roma            | 2 - 0                 | Juventus                   |
| 2023-2024 dettagli | Stadio Davide Astori, Bagno a Ripoli (FI) 11 maggio 2024                 | Milan           | 3 - 1                 | Sassuolo                   |
| 2024-2025 dettagli | Stadio Davide Astori, Bagno a Ripoli (FI) 29 aprile 2025                 | Juventus        | 2 - 0                 | Inter                      |

## Vittorie per club
| Club            | Vittorie | Annate                                     | Edizioni perse                             |
| --------------- | -------- | ------------------------------------------ | ------------------------------------------ |
| Torino          | 4        | 2005-2006, 2006-2007, 2010-2011, 2011-2012 | 2003-2004, 2012-2013                       |
| Roma            | 4        | 2019-2020, 2020-2021, 2021-2022, 2022-2023 | 2018-2019                                  |
| Res Roma        | 3        | 2014-2015, 2015-2016, 2016-2017            |                                            |
| ACF Milan       | 2        | 2003-2004, 2004-2005                       | 2007-2008                                  |
| Atalanta        | 2        | 2007-2008, 2008-2009                       | 2005-2006                                  |
| Bardolino       | 1        | 1999-2000                                  | 2004-2005                                  |
| Lazio CF        | 1        | 2000-2001                                  | 2002-2003                                  |
| Foroni Verona   | 1        | 2001-2002                                  |                                            |
| Fiamma Monza    | 1        | 2002-2003                                  | 2001-2002                                  |
| Roma CF         | 1        | 2009-2010                                  |                                            |
| Firenze         | 1        | 2012-2013                                  | 2006-2007, 2008-2009, 2011-2012, 2014-2015 |
| Grifo Perugia   | 1        | 2013-2014                                  |                                            |
| Pink Sport Time | 1        | 2017-2018                                  |                                            |
| Inter           | 1        | 2018-2019                                  | 2024-2025                                  |
| Milan           | 1        | 2023-2024                                  |                                            |
| Juventus        | 1        | 2024-2025                                  |                                            |